# Molophilus subasper
Molophilus subasper är en tvåvingeart som beskrevs av Alexander 1931. Molophilus subasper ingår i släktet Molophilus och familjen småharkrankar. Inga underarter finns listade i Catalogue of Life.